# خانه ناظمیان
خانه ناظمیان مربوط به دوره قاجار است و در سمنان، مرکزشهر، نزدیک مساجدامام و جامع واقع شده و این اثر در تاریخ ۱۹ مرداد ۱۳۷۹ با شمارهٔ ثبت ۲۷۶۶ به‌عنوان یکی از آثار ملی ایران به ثبت رسیده است.